# Cotoïdeus
Els cotoïdeus són una superfamília de peixos que pertanyen a l'ordre dels escorpeniformes. A partir del 2006, aquesta superfamília conté 11 famílies, 149 gèneres i 756 espècies.
Es troben en molts tipus d'hàbitats, incloses les zones oceàniques i d'aigua dolça. Viuen en rius, canyons submarins, boscos d'algues marines i tipus d'hàbitats litorals poc profunds, com ara basses de marea.
Són peixos bentònics que habiten al fons de les masses d'aigua. Les seves aletes pectorals són llises a la vora superior amb rajos afilats al llarg de la vora inferior, una modificació que les fa especialitzades per agafar el substrat. Aquesta adaptació ajuda a l'ancoratge dels peixos en aigües de flux ràpid.

## Famílies
Les famílies inclouen:
- Abyssocottidae (24 espècies)
- Agònids (47 espècies)
- Bathylutichthyidae (dues espècies)
- Comephoridae (dues espècies)
- Còtids (258 espècies, inclosos els icelus, de vegades considerats separats)
- Cottocomephoridae (9 espècies)
- Ereuniidae (tres espècies)
- Hemitriptèrids (vuit espècies)
- Psicrolútids (40 espècies)
- Rhamphocottus richardsonii (una espècie)